# 阿利森 (阿肯色州)
阿利森（英語：Allison）是位於美國阿肯色州斯通縣的一個非建制地區。該地的面積和人口皆未知。

## 地理
阿利森的座標為35°56′12″N 92°07′03″W / 35.93667°N 92.11750°W，而該地的平均海拔高度為120米（即394英尺）。